# Anyphaena rita
Anyphaena rita là một loài nhện trong họ Anyphaenidae.
Loài này thuộc chi Anyphaena. Anyphaena rita được Norman I. Platnick miêu tả năm 1974.